# Johnstonebridge
Johnstonebridge ist eine Ortschaft in der schottischen Council Area Dumfries and Galloway beziehungsweise der traditionellen Grafschaft Dumfriesshire. Sie liegt rund je neun Kilometer nordnordwestlich von Lockerbie und südsüdwestlich von Beattock am linken Ufer des Annan.

## Geschichte
Im frühen 18. Jahrhundert gelangten die nördlich von Johnstonebridge gelegenen Ländereien von Raehills in den Besitz von William Johnstone, 1. Marquess of Annandale. Innerhalb des Clan Johnstone, von welchem sich der Name der Ortschaft ableitet, wurden die Ländereien vererbt. George Vanden-Bempde, 3. Marquess of Annandale ließ dort 1786 das Herrenhaus Raehills House errichten. Die Johnstone Parish Church wurde bereits in den 1730er Jahren erbaut und 1819 erweitert. 1881 wurde nach einem Entwurf von Thomas Telford die Brücke über den Annan erbaut, die ebenfalls zum Namen der Ortschaft beitrug. Aus der gleichen Bauphase stammt das Old Tollbar Cottage.
Im Rahmen der Zensuserhebung 1961 wurden in Johnstonebridge 67 Personen gezählt.

## Verkehr
Johnstonebridge ist über die aus Glasgow kommende und die Ortschaft im Osten passierende A74(M) an das Fernstraßennetz angebunden.